# Cylindrodendrum album
Cylindrodendrum album är en svampart som beskrevs av Bonord. 1851. Cylindrodendrum album ingår i släktet Cylindrodendrum och familjen Nectriaceae.   Inga underarter finns listade i Catalogue of Life.